# NA-2512
La  NA-2512  es una carretera local perteneciente a la Red de Carreteras de Navarra que se inicia en PK 12,06 de N-121-A y termina en Zandio. Tiene una longitud de 1,72 kilómetros.